# Nor Artamet
Nor Artamet (in armeno Նոր Արտամետ?) è un comune dell'Armenia di 1 046 abitanti (2008) della provincia di Kotayk'.